# Паметник костница на Матей Преображенски
Паметникът на Матей Преображенски, известен също като мавзолей на Матей Преображенски, е мемориален комплекс край с. Ново село, община Велико Търново – родното място на отец Матей Преображенски.
Разположен е в североизточния край на селото (до Европейски път Е772 Севлиево – Велико Търново), на 23 километра западно от Велико Търново.
Мавзолеят е изцяло построен с парите, дарени от новоселци. Проектиран е от Леон Филипов.

## История
За 50-годишнината (1925) от смъртта му по инициатива на Търновската окръжна постоянна комисия е построена костницата на отец Матей. Към комисията е създаден фонд, който набира средства за нови паметници в окръга. Първата му инициатива е за паметника на Матей Преображенски.
През 1925 година на освещаването на църковния храм „Свети Николай“ в Ново село се създава инициативен комитет, чиято основна цел е за 100-годишнината от рождението на Матей Преображенски през 1928 година да бъде построен паметникът му. За 3 години местните селяни успяват да съберат средствата, необходими за издигането му.
През пролетта на 2011 година сдружение „Отец Матей Преображенси“ монтира озвучителна техника в парка около паметника-костница. Експериментално от есента звучи моноспектакълът за Отец Матей, озаглавен „Дивният скиталец“. Тази програма е част от бъдещия аудио-визуален спектакъл, който трябва да обхване костницата и парковата територия.
Целта на програмата е чрез звук и светлина да бъде представен пред публиката живота и делото на бележития българин. Програмата е представена пред църковния двор по случай 180 годишнината от рождението на Отец Матей през октомври 2008 г. Гласът, озвучил Отец Матей, е на великотърновския актьор Сава Димитров.

## Описание
Мемориалният комплекс е съставен от:
- мавзолей с костница (и бюст) на Матей Преображенски и паметни плочи,
- статуя на Матей Преображенски в цял ръст,
- 2 музейни 76-мм оръдия „ЗИС-3“.

Мавзолеят представлява параклис с кръгъл купол от 6 части, под всяка от които има прозорче. Височината му е около 15 м, широчината е около 6 м. Изработен е от местен дялан камък.
Над вратата е имало бронзов бюст на Матей Преображенски. На външните страни на мавзолея на Миткалото са вградени паметни плочи, на които са издълбани имената на загинали за България през войните хора от Ново село.
Отляво на мавзолея е издигната статуя на Матей Преображенски в цял ръст. Пред мавзолея има 2 музейни 76-мм оръдия „ЗИС-3“. Около мавзолея е оформен красив парк с чешма за отмора и поклонение.
През 1980-те години се заражда традиция шофьорите, преминаващи край паметника, да надуват клаксони в чест на странника Матей Миткалото.

## Галерия
- Общ изглед на комплекса
- Плоча за загинали младши подофицери и редници през 1912 – 1913 г.
- Плоча за загинали редници през 1912 – 1913 г.